# Stefan Zimmermann (Regisseur)
Stefan Zimmermann (* 16. Dezember 1959 in Rheydt) ist ein deutscher Schauspieler, Regisseur und Theaterproduzent. Seit 2005 leitet er mit Iris von Zastrow die a.gon Theaterproduktion in München.

## Leben
Die Schulzeit verbrachte Stefan Zimmermann in Trier, wo er 1979 das Abitur machte. Als Jugendlicher trat er im Stadttheater Trier in ersten Rollen auf. Er erhielt Schauspielunterricht durch Herbert Steiniger, einem ehemaligen Ensemble-Mitglied am Kölner Schauspiel. Von 1992 bis 1999 studierte Zimmermann an der Fernuniversität Hagen Neuere deutsche Literaturwissenschaft, Geschichte und Rechtswissenschaft und schloss das Studium als Magister artium ab. Seine Magisterarbeit behandelt Das Verhältnis von Schauspielkunst und Drama in Lessings Dramaturgie und Dramatik (1999).
1981 wurde Stefan Zimmermann als Schauspieler an das Theater Aachen engagiert, wo er bis 1985 im festen Engagement blieb. 1986 wechselte er an die Wiener Kammeroper und assistierte dort Fritz Muliar und George Tabori. Er betreute als Dialogregisseur und Dramaturg Opernproduktionen, u. a. in Der Bajazzo.
1987 wechselte Zimmermann nach München, wo er zunächst als Schauspieler arbeitete. Das Residenztheater engagierte ihn für Heinrich oder die Schmerzen der Phantasie. Anschließend wurde er für TV-Rollen besetzt und erhielt Stückverträge für verschiedene Rollen und Theater. Nach weiteren Regie-Assistenzen (u. a. bei August Everding und Ingmar Bergman) inszenierte er 1989 erstmals Loriots dramatische Werke am Fritz Rémond Theater in Frankfurt am Main. Weitere Loriot – Inszenierungen folgten zwischen 1991 und 2012, mehrmals auch in der Münchner Komödie im Bayerischen Hof, 1993 in Berlin,  2003 in Heilbronn, 2005 in Stuttgart, 2008 in Köln und 2008 nochmals in Berlin am dortigen Schillertheater, zum 85. Geburtstag des Autors Vicco von Bülow (Loriot).
Stefan Zimmermann arbeitete bis 2005 als freier Regisseur und Schauspieler. Seit 1991 inszenierte er Gebranntes Kind sucht das Feuer, Frau Warrens Gewerbe (George Bernard Shaw, Tournee), Fisch zu viert (Kriminalkomödie im Bayerischen Hof in München), Die doppelte Verführung (Pierre Charlet de Marivaux, Tournee), Der Kirschgarten (Anton Tschechow) mit dem damals 98-jährigen Johannes Heesters als Diener Firs im Münchner Metropoltheater; die erste Produktion des a.gon Theaters (Gründungsproduktion, 2002).
2003 inszenierte er Ein seltsames Paar von Neil Simon mit Heiner Lauterbach und Uwe Ochsenknecht in München (Komödie im Bayerischen Hof), Berlin (Komödie am Kurfürstendamm) und Hamburg (Komödie Winterhuder Fährhaus). Weitere Inszenierungen folgten am Landestheater Schwaben (Süßer Vogel Jugend, Der Geizige, Der Widerspenstigen Zähmung), am Fritz-Rémond Theater Frankfurt (Pariser Hasenjagd, Freunde zum Essen), am Stadttheater Heilbronn und an den Schauspielbühnen Stuttgart.
Seit 2005 arbeitet Stefan Zimmermann am a.gon Theater. Er inszenierte von da an hauptsächlich für dessen Gastspiele in Deutschland, Österreich und der Schweiz, so Verzauberter April (deutsche Erstaufführung), Schlussbilanz, Liebeslügen, La Strada, Nathan der Weise, Lazarus (Musical), Ödipus, Der kleine Lord (Musical), Drei Nüsse für Aschenbrödel (Musical), Der Biberpelz, M. Claude und seine Töchter, Mr. President First und viele mehr.
Zimmermann bearbeitete den Roman Deutschstunde von Siegfried Lenz für die Bühne, die Uraufführung war am 4. November 2014 in Lahr. Diese Produktion erhielt 2015 den 3. Preis „Die Neuberin“ der INTHEGA. Am 8. September 2016 wurde seine Bühnenfassung des französischen Films Monsieur Claude und seine Töchter am Theater in der Josefstadt in Wien uraufgeführt und stand danach in Hamburg, Frankfurt a. M., Stuttgart und Berlin auf den Theaterspielplänen. Er ist Autor des Stücks „Mr. President First“, das auf Gastspielreise des a.gon Theaters am 13. März 2019 Uraufführung in Remchingen hatte. 2021 hatte „Mein Blind Date mit dem Leben“ Theaterpremiere. Das Stück ist eine von ihm geschaffene Bearbeitung der Lebenserinnerungen von Saliya Kahawatte und erhielt 2022 den 3. INTHEGA-Preis „Neuberin“. 
Die Theaterarbeit für kleine bis mittelgroße Städte, die aus ihrem Kulturetat fertige Produktionen einkaufen, beschäftigte Stefan Zimmermann als eigenes kulturpolitisches Aufgabengebiet. Er war 2010 Gründungsmitglied des Vereins Die Theaterinitiative e. V., der unter anderem für den Erhalt des Gastspieltheaters auf öffentlich-rechtlicher Grundlage eintritt und dessen Vorsitzender er von 2010 bis 2022 war.
Stefan Zimmermann ist verheiratet und hat drei Kinder. Er lebt in München.

## Filmografie
- 1981: Christian und Christiane (Fernsehserie, 3 Folgen)
- 1988: SOKO 5113 (auch 2003 und 2014)
- 1996: Honigmond (Kinofilm)
- 1998: Der Preis der Unschuld
- 2000: Ein Fall für Zwei
- 2002: Rosamunde Pilcher: Mit den Augen der Liebe
- 2013: Hubert und Staller
- 2015: Die Rosenheim-Cops – Der falsche Kaiser
- 2017: SOKO Kitzbühel – Hexenjagd
- 2017: Sturm der Liebe (Fernsehserie, 4 Folgen)
- 2018: SOKO München – Ein amerikanischer Freund